# Zámecký pivovar Chyše
Zámecký pivovar Chyše je český minipivovar.

## Historie

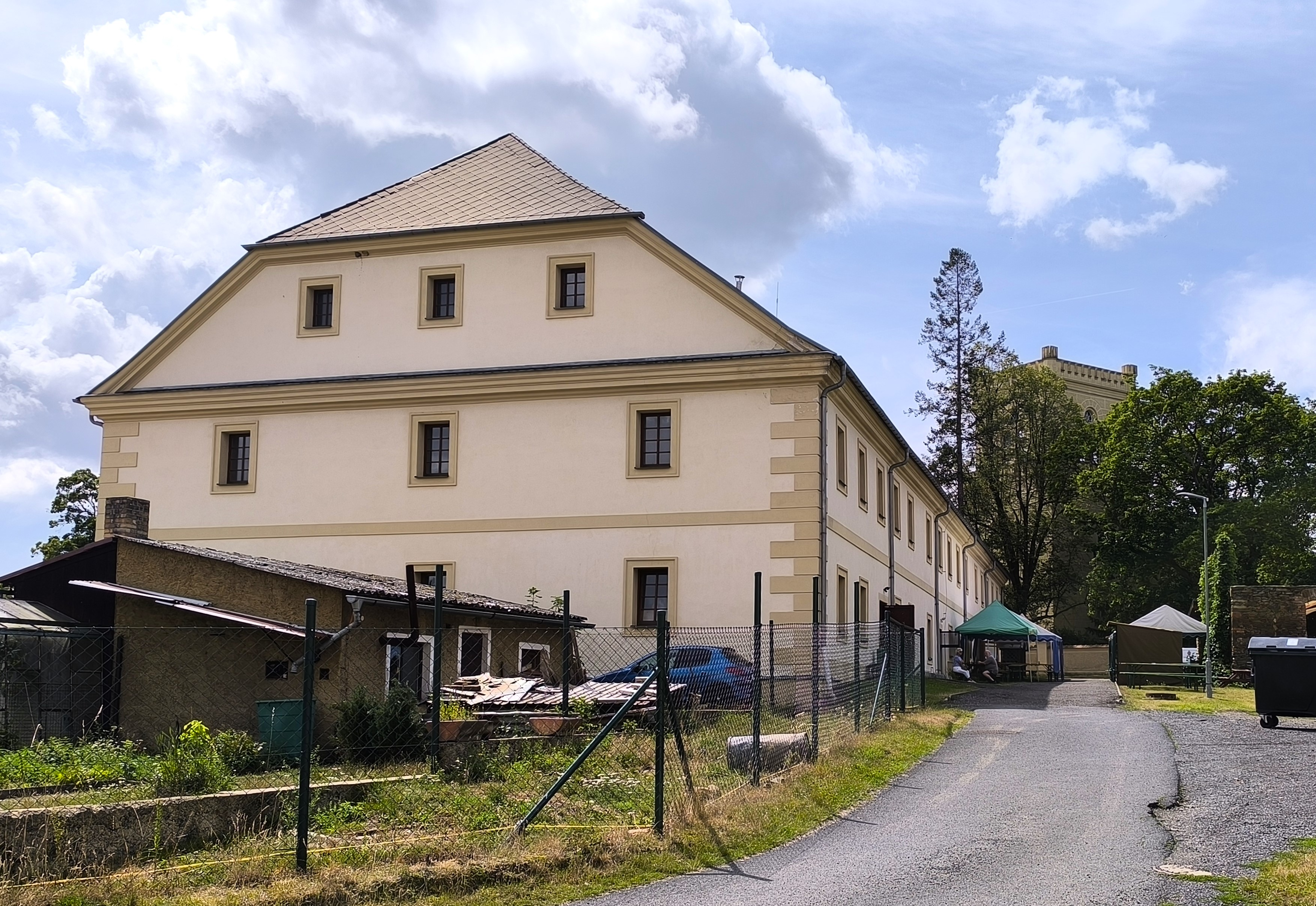
Zámecký pivovar a věž zámku od východu

V obci Chyše, na předělu tří krajů – Karlovarského, Středočeského a Ústeckého, 35 km od lázeňského města Karlovy Vary, byl první pivovar založen při renesančním zámku již v roce 1580.
Současná budova náležela panskému pivovaru, který byl ze staršího objektu přestavěn podle projektu Ignáce Ullmanna v letech 1839–1841 a svou činnost ukončil za druhé světové války. Zpustlá budova byla v 70. a 80. letech 20. století již jen ruinou. Společně se zámkem ji v 90. letech zakoupila a dala zrekonstruovat rodina Lažanských, jejichž předkové vlastnili zámek od roku 1766. 
Od roku 2006 se začalo opět vařit pivo. 

## Popis budovy
Dvoupatrová podsklepená budova na obdélném půdorysu stojí východně od zámku, od něhož je oddělena zdí. Hlavní vstup má z podélné jižní strany od silnice. Vstupuje se do průjezdu s valenou klenbou, jímž lze projít rovně do dvora, do sklepa (na exkurzi do varny po předchozím sjednání) nebo vpravo do restaurace s pivnicí.  Ve druhém patře je šest pokojů na ubytování. 
Ze severovýchodu na pivovarský dvůr navazuje areál někdejšího kláštera s farním kostelem Jména Panny Marie.

## Pivo
V pivovaru se vaří pivo tří druhů pod společnou značkou „Prokop“, a to světlá jedenáctka, polotmavá dvanáctka a tmavá dvanáctka. Další sortiment tvoří speciály – v roce 2008 to byl vánoční 22° tmavý speciál, každoročně pak na Velikonoce, Máje i Václava se vaří další „lahůdky“. Všechna piva jsou nepasterizovaná, vyrobena ze žateckého chmele, především pak z odrůdy žatecký poloraný červeňák.
V roce 2016 byl pivovar vyhlášen nejoblíbenějším minipivovarem v České republice.